# Rigas centralmarknad

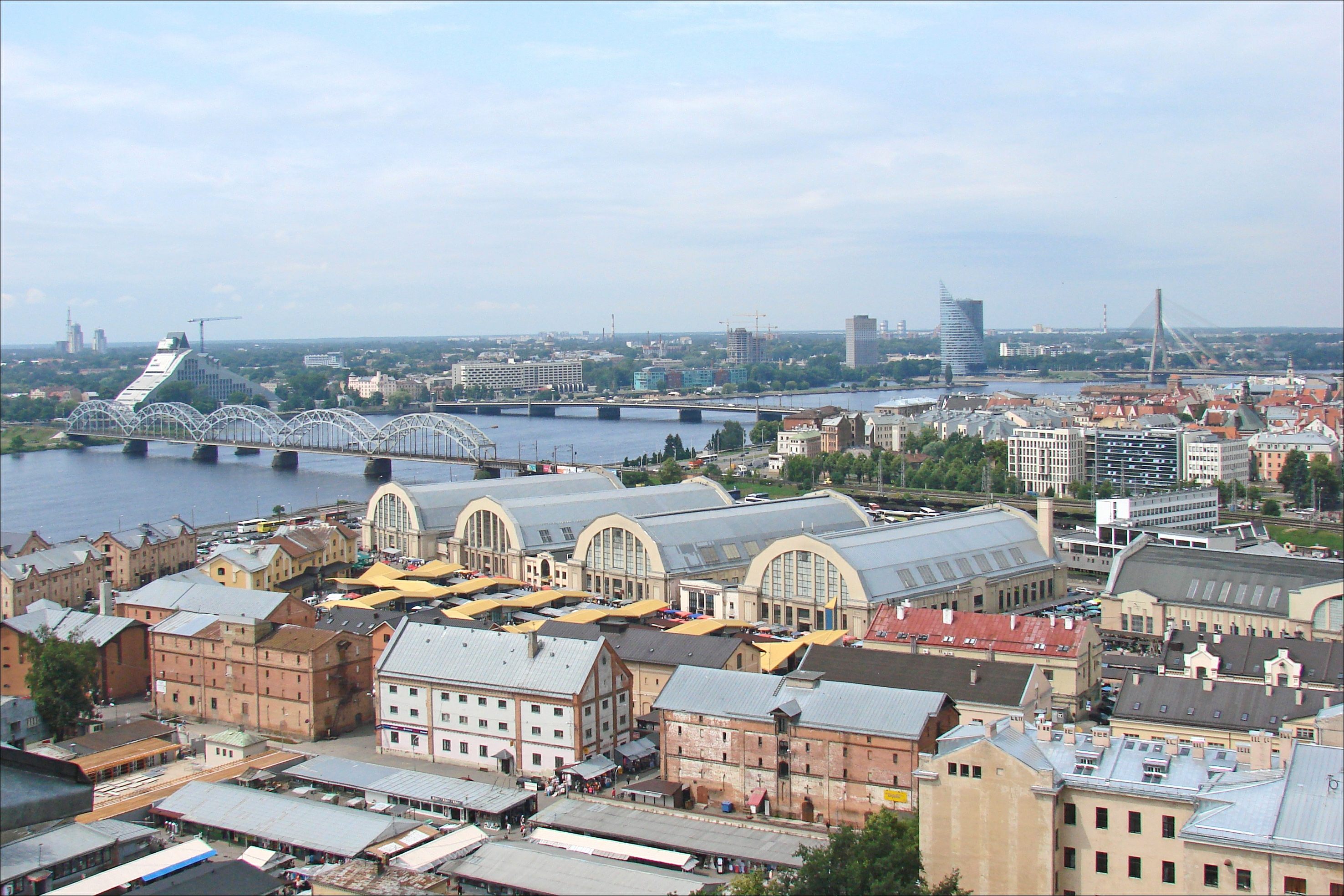
Vy mot väster över centrala Riga, med de fem saluhallarna i mitten. Hitom dem syns utomhusmarknaden (fotot är taget i juli månad).

Rīgas Centrāltirgus ("Rigas centralmarknad") är en marknadsplats i centrala Riga i Lettland. Den färdigställdes 1930.

## Beskrivning och historik
Rīgas Centrāltirgus är till stora delar inrymd i fem saluhallar med välvda tak. Saluhallarna ligger ett stenkast från Gamla stan, alldeles invid Rigas centralstation. 
Redan 1909/1910 debatterades behovet av nya, större saluhallar i Rigas stadsfullmäktige. Första världskriget kom dock emellan. År 1922 fattade staden ett beslut att låta bygga saluhallarna. Byggnationen kom igång 1924 och avslutades 1930.
Materialet till taken kom från de två demonterade tyska luftskeppshangarerna "Walhalla" och "Walther". Dessa hade ursprungligen byggts för den tyska arméns zeppelinare i Vainode i Kurland, ett område som under stora delar av första världskriget varit ockuperat av Tyskland. Idén att låta konvertera hangarer till saluhallar kom från Klavs Lawrence, ansvarig för handelsfrågor i Rigas stadsfullmäktige.
De ursprungliga planerna att låta intakta hangarer fungera som saluhallar fick dock överges, eftersom dessa enorma byggnader inte kunde värmas/kylas till en jämn temperatur anpassad för livsmedel. Zeppelinhangarerna var 37 meter höga, 47 meter breda och 240 meter långa, och framför allt höjden gjorde det svårt att hålla en jämn inomhustemperatur. Så av två hangarer byggdes fem kortare saluhallar, där hangarernas tak kombinerades med väggar av tegel och armerad betong. De färdigställda saluhallarna blev under hundra meter långa, 35 meter breda och 20 meter höga. Totalt kom bygget att nyttja 6 miljoner tegelstenar, 2 460 ton järn och 60 000 tunnor cement.
Varje saluhall har sin speciella prägel: mejeriprodukter, kött, fisk, bröd med mera.

## Bilder

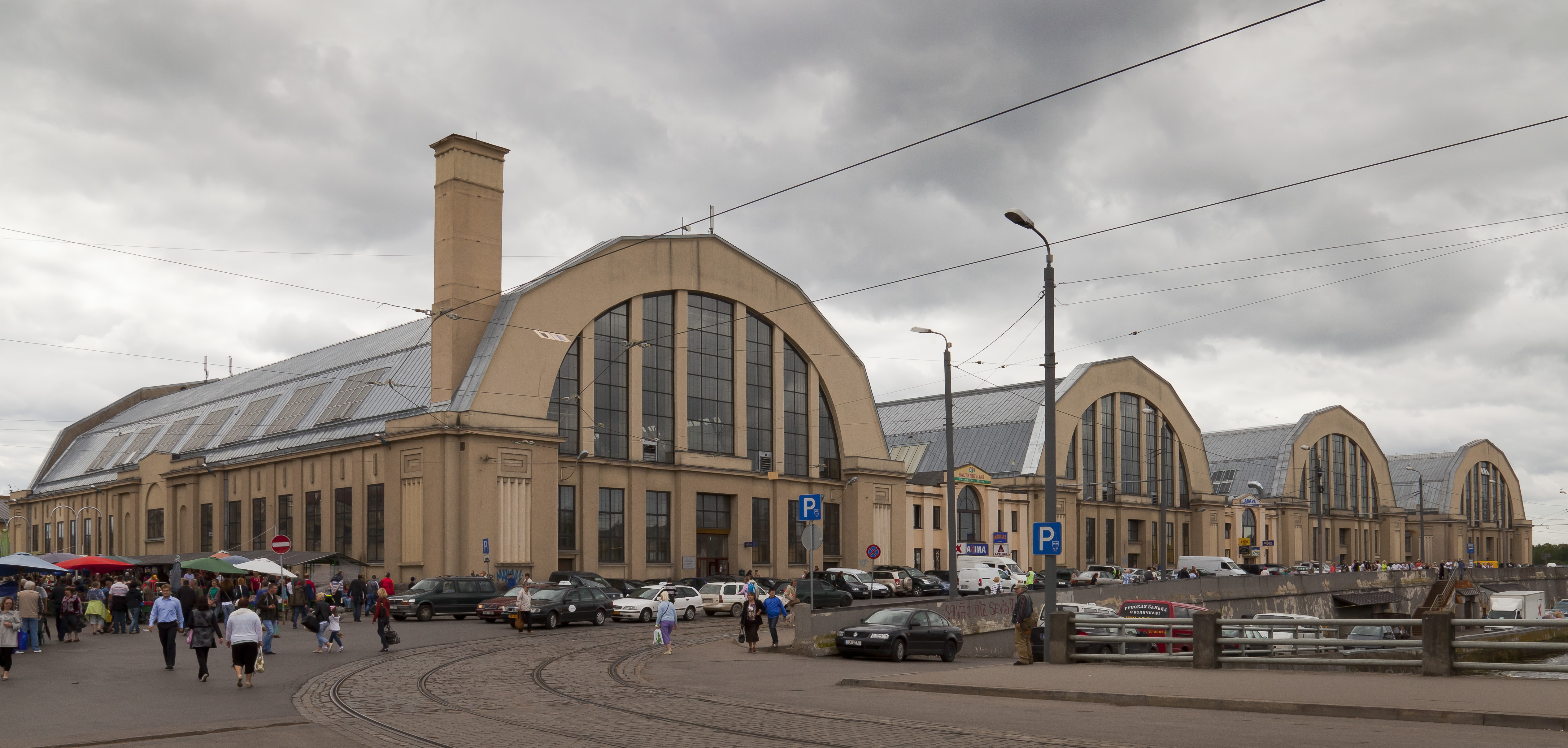
De fyra parallella saluhallarna.
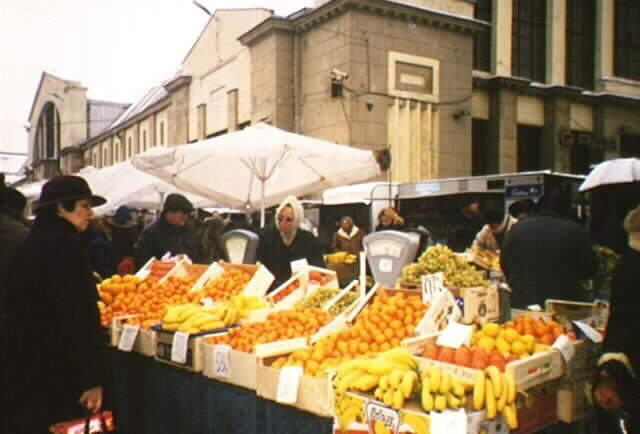
Grönsaksstånd utanför en av saluhallarna.
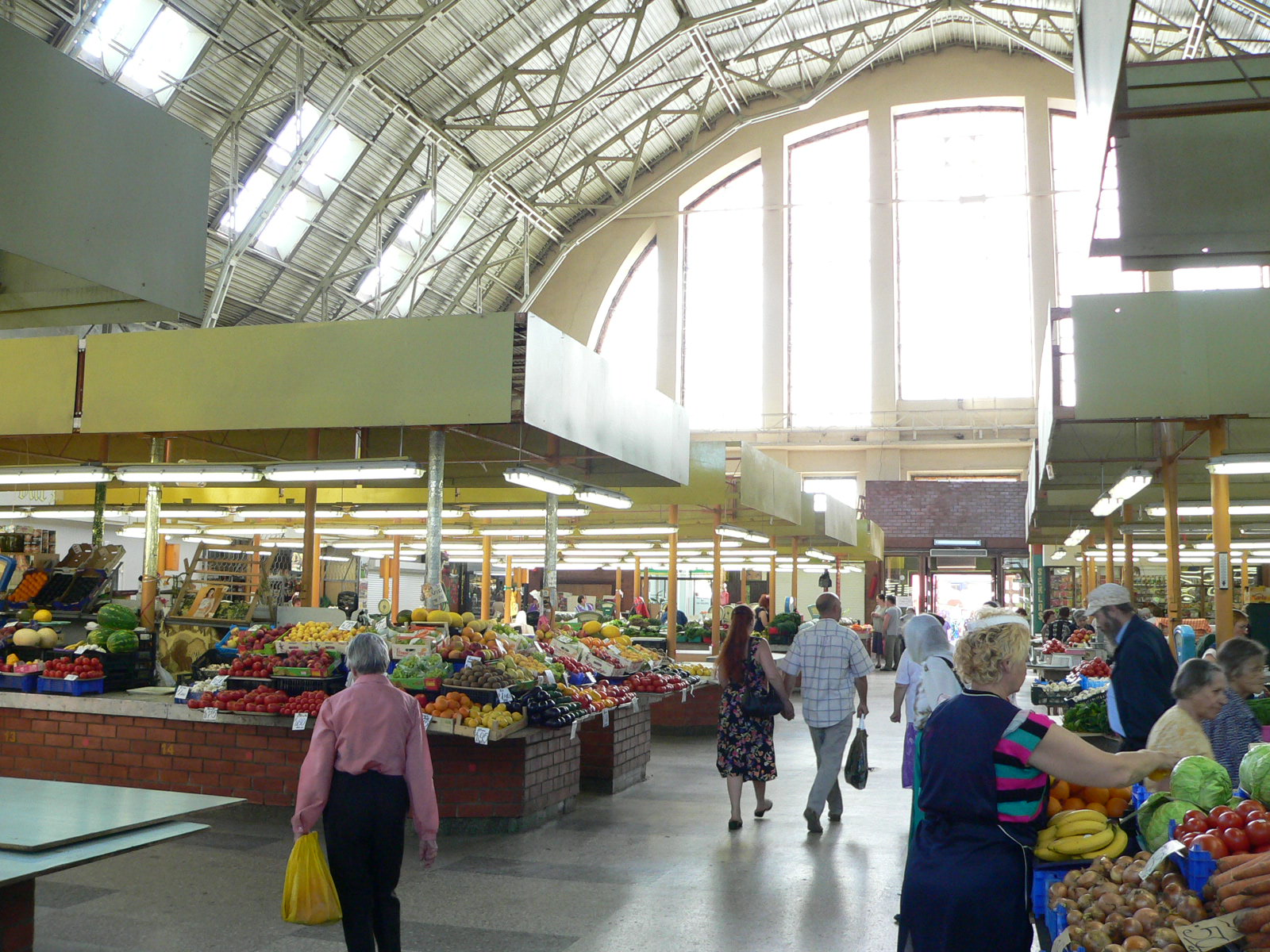
Inuti en av saluhallarna.
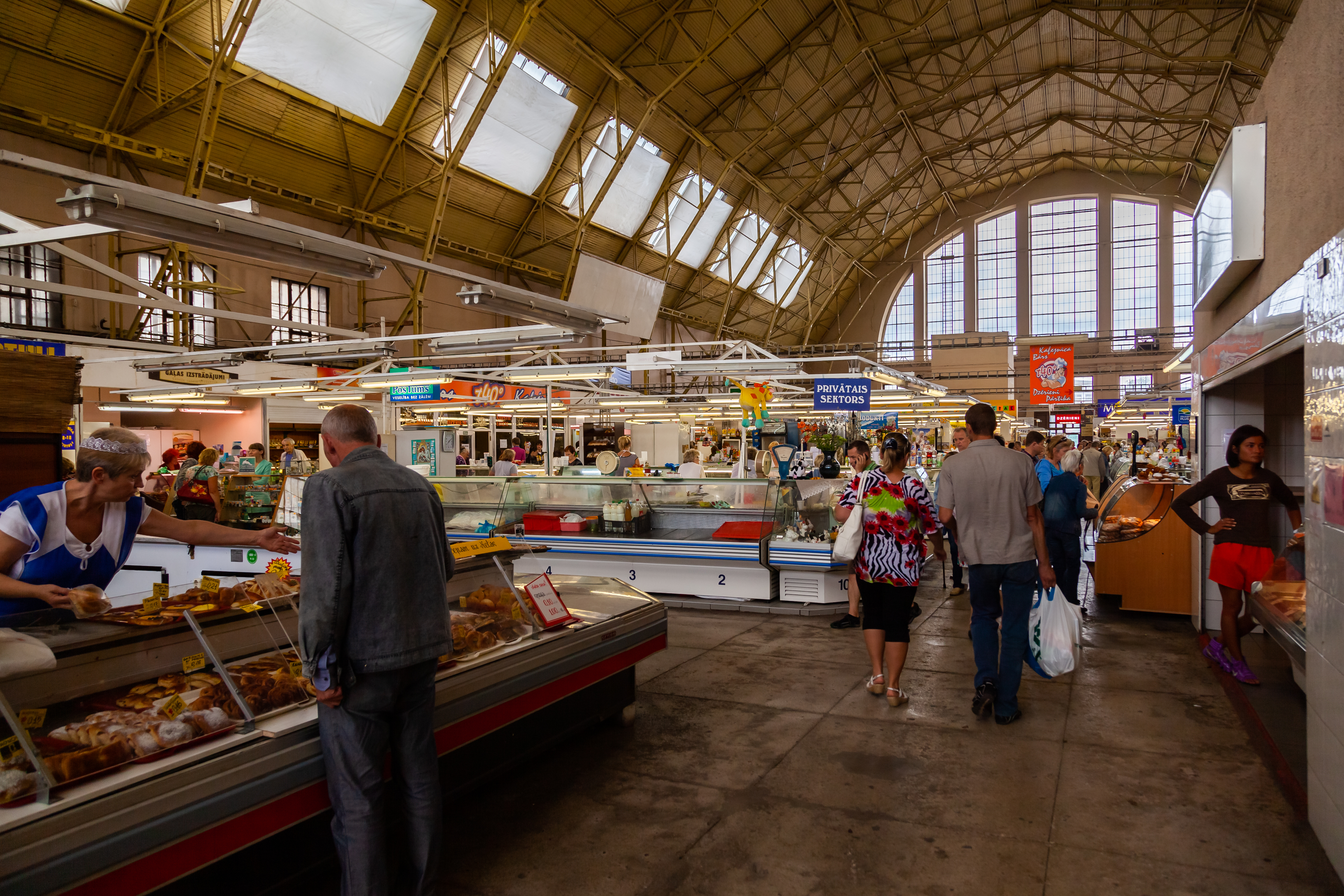
Inuti en saluhall.